# Molophilus duckhousei
Molophilus duckhousei là một loài ruồi trong họ Limoniidae. Chúng phân bố ở miền Australasia.